# Ed O'Ross
Ed O'Ross (n. Edward Oross, n. 4 iulie 1949, Pittsburgh, Pennsylvania, SUA) este un actor american.  Unele dintre rolurile sale notabile sunt: Itchy în Dick Tracy (1990), Colonelul Perry în Soldatul universal (1992), Lt. Touchdown în Full Metal Jacket (1987), mafiotul nemilos gruzin Viktor Rostavili în Febra roșie (1988), detectivul de poliție Cliff Willis în The Hidden (1987) sau în serialul TV Shark (2006-2008).

## Filmografie
A jucat în filme ca Dreams of Gold: The Mel Fisher Story, The Pope of Greenwich Village, The Cotton Club, Full Metal Jacket, Lethal Weapon, The Hidden, Action Jackson, Another 48 Hrs., Universal Soldier, Dick Tracy, Hoodlum, Curious George, The Harsh Life of Veronica Lambert sau Sorority Party Massacre.
În televiziune, a apărut în Six Feet Under, Stingray, Boston Legal, Seinfeld, Walker, Texas Ranger, CSI: NY, The Outsiders sau Moonlighting (în episodul "Brother, Can You Spare A Blonde?"). A interpretat vocea Agentului K în Men in Black: The Series